# 静岡南北道路

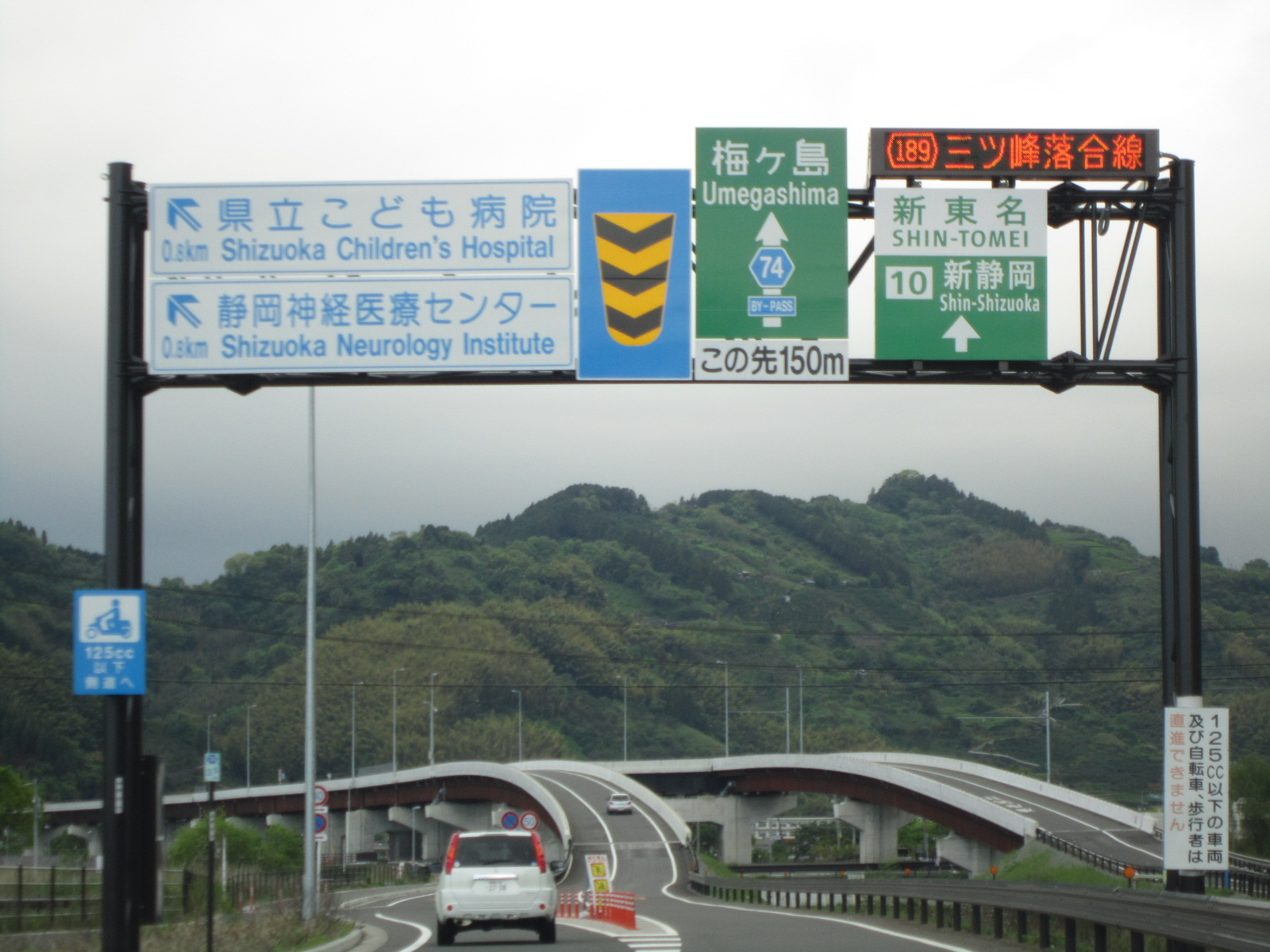
豊地インターチェンジの入口（2012年4月）

静岡南北道路（しずおかなんぼくどうろ）は、地域高規格道路に指定されている静岡県静岡市で建設を検討中の自動車専用道路。静岡県道74号山脇大谷線のバイパス道路である。

## 概要
新東名高速道路から国道1号静清バイパス、国道1号現道、東名高速道路を経て、国道150号まで繋げる予定である。また、東名高速道路とは当道路との交差地点にスマートインターチェンジを設ける構想があり、2019年に開通した。
- 起点 : 静岡県静岡市葵区下
- 終点 : 静岡県静岡市駿河区大谷
- 総延長 : 約14 km
- 道路規格 : 第1種第3級
- 設計速度 : 80 km/h
- 車線数 : 暫定2車線
- 道路名 : 静岡南北道路（都市計画道路下大谷線）

## 歴史
- 1996年度：事業化
- 2005年度：工事着手
- 2011年3月22日 : 下IC - 豊地IC間開通
- 2012年4月14日 : 新静岡IC - 下IC間開通

## インターチェンジなど
- 施設名欄の背景色が■である部分は施設が供用されていない、または完成していないことを示す。

| 施設名                | 接続路線名                                                                   | 起点 から （km） | 備考                  | 所在地      |
| --------------------- | ---------------------------------------------------------------------------- | ---------------- | --------------------- | ----------- |
| 新静岡IC              | E1A 新東名高速道路                                                           | 0.0              |                       | 静岡市 葵区 |
| 下IC                  | 静岡県道27号井川湖御幸線                                                     | 0.3              |                       | 静岡市 葵区 |
| あさはたトンネル      |                                                                              | 1.0              | 下り982 m、 上り840 m | 静岡市 葵区 |
| 豊地IC                | 静岡県道74号山脇大谷線（現道） 国道1号静清バイパス（千代田上土IC）と間接接続 | 3.6              |                       | 静岡市 葵区 |
| 国道150号まで延伸計画 |                                                                              |                  |                       |             |